# NGC 7369
NGC 7369 ist eine Spiralgalaxie mit aktivem Galaxienkern vom Hubble-Typ SAB(rs)bc im Sternbild Pegasus am Nordsternhimmel. Sie ist schätzungsweise 303 Millionen Lichtjahre von der Milchstraße entfernt und hat einen Durchmesser von etwa 70.000 Lj.
Im selben Himmelsareal befindet sich u. a. die Galaxie NGC 7363.
Das Objekt wurde am 29. August 1865 von Heinrich Louis d’Arrest entdeckt.